# Westwood Lakes
Westwood Lakes és una concentració de població designada pel cens dels Estats Units a l'estat de Florida. Segons el cens del 2000 tenia 12.005 habitants.

## Demografia
Segons el cens del 2000, Westwood Lakes tenia 12.005 habitants, 3.477 habitatges, i 2.969 famílies. La densitat de població era de 2.694,9 habitants/km².
Dels 3.477 habitatges en un 33,6% hi vivien nens de menys de 18 anys, en un 65,5% hi vivien parelles casades, en un 15% dones solteres, i en un 14,6% no eren unitats familiars. En el 10,8% dels habitatges hi vivien persones soles el 5,4% de les quals corresponia a persones de 65 anys o més que vivien soles. El nombre mitjà de persones vivint en cada habitatge era de 3,41 i el nombre mitjà de persones que vivien en cada família era de 3,54.
Per edats la població es repartia de la següent manera: un 21,1% tenia menys de 18 anys, un 7,7% entre 18 i 24, un 28,8% entre 25 i 44, un 25,3% de 45 a 60 i un 17% 65 anys o més.
L'edat mediana era de 39 anys. Per cada 100 dones de 18 o més anys hi havia 89,4 homes.
La renda mediana per habitatge era de 44.602 $ i la renda mediana per família de 46.262 $. Els homes tenien una renda mediana de 27.416 $ mentre que les dones 24.896 $. La renda per capita de la població era de 16.044 $. Entorn del 7,4% de les famílies i el 9,6% de la població estaven per davall del llindar de pobresa.

## Poblacions més properes
El següent diagrama mostra les poblacions més properes.